# Mesocomys albitarsis
Mesocomys albitarsis är en stekelart som först beskrevs av William Harris Ashmead 1904.  Mesocomys albitarsis ingår i släktet Mesocomys och familjen hoppglanssteklar. Inga underarter finns listade i Catalogue of Life.